# Алекса Блісс
Алексіс Кабрера (англ. Alexis Cabrera), до шлюбу Кауфман (англ. Kaufman) (нар. 9 серпня 1991, Колумбус, США) — відома американська реслерка. Нині має угоду з WWE і працює під ринговим ім'ям Алекса Блісс (англ. Alexa Bliss), виступаючи за бренд SmackDown.

## Життєпис

### Раннє життя
Кауфман народилася в місті Колумбус, штат Огайо. Починаючи з п'яти років вона брала участь у різних спортивних заходах, зокрема змагалася у софтболі, різних видах бігової атлетики, кікбоксинґу та гімнастиці. Також з 2001 року бере участь у змагання з бодібілдинґу Арнольд Класік. В 15 років Алекса страждала через розлад прийому їжі але спорт допоміг їй позбутись цієї хвороби.

### Кар'єра реслерки

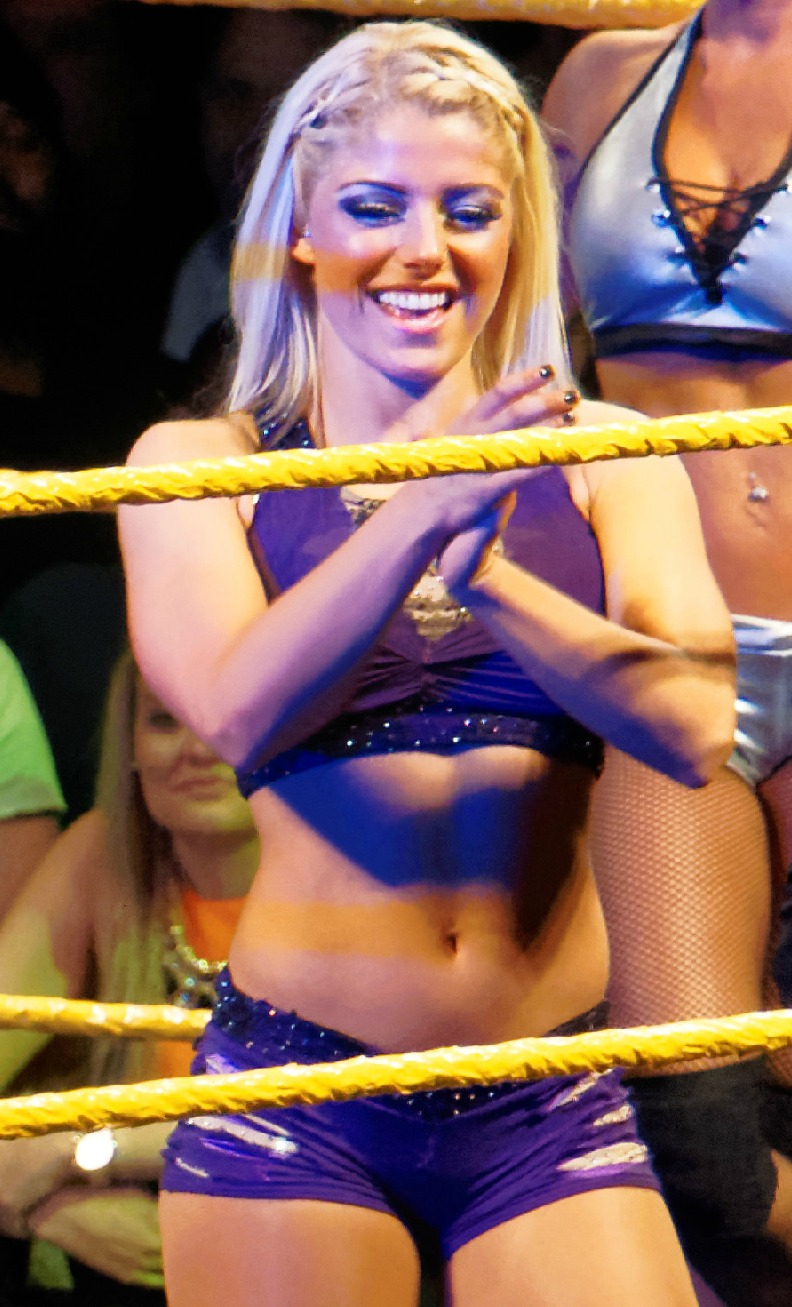
Блісс в березні 2015

В травні 2013 року Блісс уклала угоду з WWE і вирушила на підготовчий майданчик NXT. 24 липня вона вперше з'явилася на телебаченні, привітавши тодішню чемпіонку Пейдж. У серпні вона була додана до ростеру NXT на сайті WWE.com. Її перша поява в основному ростері відбулася 6 квітня 2014 року під час РестлМанії 30 де вона супроводжувана Тріпл Ейча.

#### Чемпіон серед жінок на SmackDown (2016—2017)

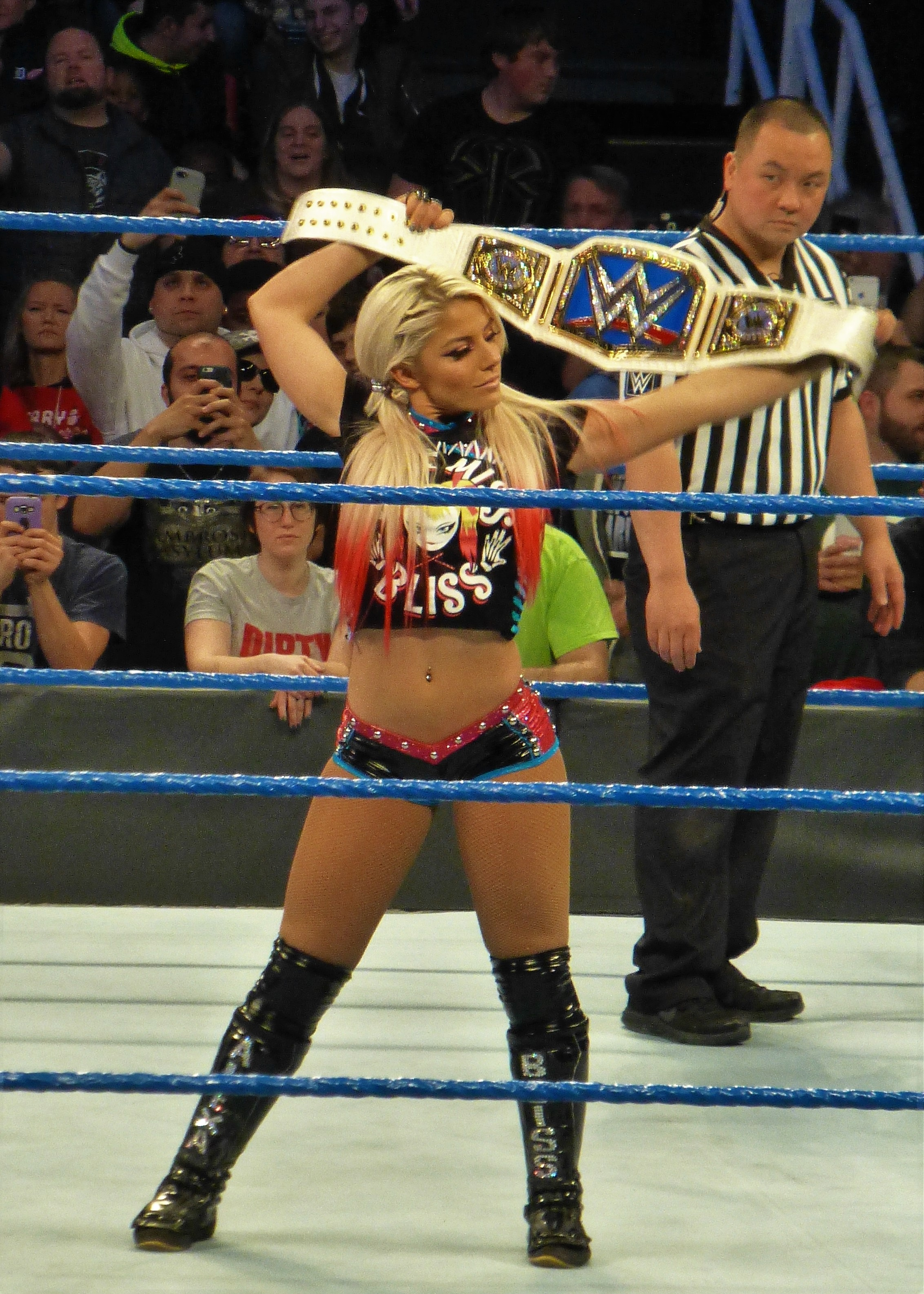
Блісс Чемпіон WWE SmackDown серед жінок в грудні 2016

19 липня була вибрана на драфті WWE на арену Smackdown. 9 серпня дебютувала на бренді, здобувши перемогу над Беккі Лінч.
На шоу Summerslam разом із Ніккі Беллою і Наталією перемогла Беккі Лінч, Кармеллу і Наомі.
На шоу Backlash брала участь у матчі за титул жінок Смекдаун, однак програла. Однак, через два дні після того стала першою претенденткою на титул чемпіонки жінок.
4 грудня на шоу TLC перемогла Беккі Лінч і стала новою жіночою чемпіонкою арени Смекдаун.
17 січня 2017 року Bliss успішно захистила свій титул від Беки Лінч у матчі зі сталевою кліткою після втручання Міккі Джеймс, яка приєдналася до Алекси Блісс.
12 лютого Блісс програла титул Наомі на Elimination Chamber.
21 лютого на арені SmackDown Live Блісс перемогла Бекі Лінч та вдруге здобула титул.
Алекса Блісс та Міккі Джеймс зупинили своє партнерство незабаром після перемоги, проте невдовзі вони зустрілися на ринзі, де перемогла Блісс.
2 квітня Блісс втратила титул програвши Наомі у шестисторонньому матчі, включаючи Кармеллу, Джеймс, Лінч та Наталью на WrestleMania 33.
4 квітня на епізоді SmackDown Live Блісс знову виграла реванш у Наомі.

#### Чемпіон серед жінок на RAW (2017—2018)
10 квітня 2017 на епізоді RAW Блісс було переведенно офіційно на RAW під час WWE Superstar Shake-up, що призвело до ворожнечі з чемпіонкою серед жінок Бейлі. Через тиждень Блісс виграла чотирьхсторонній поєдинок, та стала претендентом номер один на титул. На Payback, 30 квітня Блісс перемогла Бейлі та стала новою Чемпіонкою серед жінок, ставши першою жінкою яка виграла цей титул на обох брендах шоу. В матчі-реванші, що відбувся 4 червня на Extreme Rules, Блісс зберегла свій титул над Бейлі в матчі з кендо. Згодом у Блісс почався фьюд з Сашею Бенкс, яку вона перемогла 9 липня на Great Balls of Fire через відрахування, 20 серпня на SummerSlam Бенкс втратила титул, закінчивши її 112-ти денне чемпіонство.
Блісс захищала свій титул 24 вересня на No Mercy у матчі проти Бейлі, Нії Джекс, Емми і Саши Бенкс. Наступного вечора на RAW Блісс вступила в ворожнечу з Міккі Джеймс через зауваження яке зробила її Блісс. На TLC Блісс перемогла Джеймс та захистила титул.
25 лютого 2018 року в Клітці Знищення Блісс виграла перший відбірковий жіночий матч, після того, як вона успішно зберегла свій титул. Паралельно зі звичайними виступами, вона взяла участь у турнірі зі змішаними командами, а Браун Строумен, був її партнер, команда змогла вийти до півфіналу турніру, де вони зазнали поразки від Асуки та Міза. 8 квітня на WrestleMania 34, Нія Джекс, відібрала титул закінчивши її 223 денне чемпіонство. 6 травня на Backlash, Блісс скористалася своєю можливість реваншу і оскаржила Нію Джекс за титул, однак реванш був невдалий і зазнала травми плеча під час матчу.
Незабаром після втрати титулу, в середині травня, Блісс виграла потрійний матч проти Бейлі та Мікі Джеймс, заробивши місце на матчі зі сходами «Гроші в банку», Алекса продовжувала перемагати до самого мейневенту 17 червня. Того ж вечора Блісс отримала бій з Ніа Джакс і перемогла її після нападу на неї Джекса і Ронді Роуз, вигравши титул чемпіона серед жінок втретє. Алекса стала першою жінкою що скористалася контрактом «Гроші в банку» в туж ніч та здобула титул. На Extreme Rules, Блісс зберегла чемпіонство проти Jax в матчі з екстремальними правилами для жінок, тим самим закінчивши свою ворожнечу. На SummerSlam, 19 серпня, Блісс втратила титул, через 63 дні, програвши Ронді Роуз. В наступному місяці вона не змогла повернути титул у реванші на Hell in a Cell.

#### Момент Блісс (2018-нині)

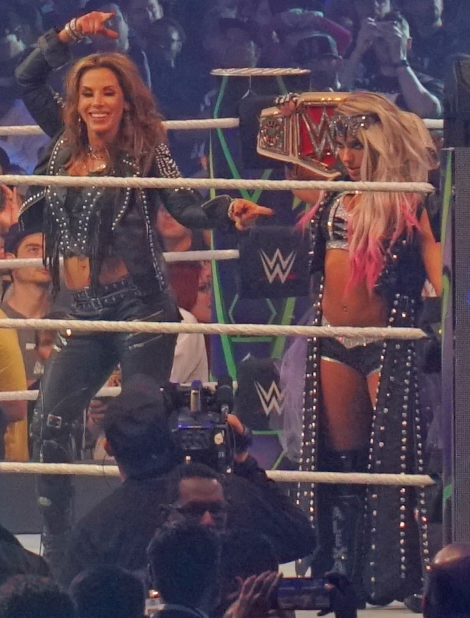
Міккі Джеймс в супроводі Блісс (праворуч) на Реслманії 34 в квітні 2018

У жовтні Блісс та Міккі Джеймс розв'язали фьюд з зірками «Зали Слави» Тріш Стратус та Літи, що призвело до командного поєдинку на WWE Evolution, першого жіночого PPV. Тільки за три дні до шоу, 25 жовтня, було оголошено, що Блісс зняли з матчу через струс мозку, який вона отримала в попередньому матчі, і її замінила Аліша Фокс. Протягом цього часу було також заявлено, що Блісс йде у відпустку, щоб вилікувати від різних травм, які вона отримала. Через кілька тижнів Блісс оголосили капітаном команди Team Raw в міжбрендовій битві п'ять на п'ять на Survivor Series, в якій команда Блісс перемогла. Наступної ночі 18 листопада на RAW Алекса Блісс була названа керівником жіночого ростеру RAW та призначена менеджером Бароном Корбіном. У грудні роль Блісс, як і будь-які інші авторитетні особи, були зняті з посад менеджерів після того, як родина Макменів заявила, що знову бере на себе керівництво.
Починаючи з 7 січня 2019 року, у епізоді Raw, Блісс брала інтерв'ю у різних гостей. 27 січня, на Royal Rumble, після майже п'ятимісячної перерви, Алекса Блісс змагалася у своєму першому матчі жіночого Royal Rumble, тримаючись 12 хвилин і викинувши з рингу Ембер Мун і Соню Девіль, перш ніж вона була скинута Бейлі і Кармеллою.
У березні було оголошено, що Блісс буде ведучою WrestleMania 35. На RAW 8 квітня Блісс перемогла Бейлі в її першому одиночному поєдинку з моменту її перерви наприкінці 2018 року.

## В медіа
Блісс є персонажом трьох ігор серії WWE (WWE 17, WWE 18, WWE 19)
24 липня 2017 року було оголошено, що Бліс приєднається до сьомого сезону Total Divas. Алекса є прихильницею косплеїв, які надихнули її на створення своїх костюмів в образі: Фредді Крюгера, Гарлі Квінн, Залізної людини, Загадника, Супердівчини та Чакі.

## Фільмографія
| Рік       | Назва       | Роль | Прим.                                                       |
| --------- | ----------- | ---- | ----------------------------------------------------------- |
| 2015–2018 | Total Divas | себе | Гість (сезони 4, 6 & 8) Головна роль (7 сезон): 15 епізодів |

## Особисте життя
Кауфман є великою фанаткою Діснея, щорічно вона їздить до Діснейленду починаючи з трьох років. Алекса — фанатка хокейної команди Колумбус Блю-Джекетс з її рідного міста. Вона говорить що на її стиль боротьби впливали виступи Тріш Стратус та Рея Містеріо.

## В рестлінґу
- Фінішер
  - Sparkle Splash
- Улюблені прийоми
  - Diving somersault evasion
  - Glitter Blizzard
  - Glitz Flip
  - Legsweep
  - Tilt-a-whirl headscissors takedown
- Була менеджером для
  - Блейк та Мерфі
- Музика
  - «Bling Bling» від Hollywood Music
  - «Blissful» від CFO$

## Чемпіонства та досягнення

#### Pro Wrestling Illustrated
- 2 місце в топ-50 жінок-реслерів (2018)

#### Sports Illustrated
- 6 місце в топ-10 жінок-реслерів (2018)[64]

#### WWE
- Чемпіон Raw WWE серед жінок (3 рази)
- Чемпіон WWE SmackDown серед жінок (2 рази)
- Money in the Bank (серед жінок)(2018)